# Les Raisons du cœur
Pour l’article homonyme, voir Les Raisons du cœur (film, 1997).
Les Raisons du cœur (Her Best Friend's Husband) est un téléfilm dramatique canadien réalisé par Waris Hussein et diffusé en 2002.

## Fiche technique
- Titre original : Her Best Friend's Husband
- Titre français : Les Raisons du cœur
- Réalisation : Waris Hussein
- Scénario : Duane Poole d'après une histoire de Jean Abounader
- Musique : Marvin Hamlisch
- Sociétés de production : Hearst Entertainment Productions, Jean Abounader Productions
- Sociétés de distribution : Lifetime Television
- Pays : Canada
- Langue : anglais
- Date de première diffusion :  Canada : ? ;  États-Unis : 11 mars 2002 ;  France : 9 décembre 2002

## Distribution
- Cheryl Ladd : Jane Thornton
- Bess Armstrong : Mandy Roberts
- William R. Moses : Will Roberts
- Lindy Booth : Kelly Roberts
- John Ralston : Elliott